# Abner M. Perrin
Abner Monroe Perrin (8. februar 1827 – 12. maj 1864) var general i den konfødererede hær under den Amerikanske borgerkrig. Han blev dræbt i Slaget ved Spotsylvania Court House.
Perrin blev født i Edgefield County i South Carolina. Han kæmpede i den Mexicansk-amerikanske krig som løjtnant i infanteriet. Da han kom hje læste han jura og blev optaget i advokatsamfundet i 1854. Da borgerkrigen brød ud gik han ind i den konfødererede hær som kaptajn i 14. South Carolina Infantry som var tilknyttet Maxcy Gregg's brigade i A.P. Hills berømte "Light Division".
Perrin deltog med Greggs brigade gennem alle de store slag, herunder Syvdagesslaget, Andet slag ved Bull Run, Slaget ved Antietam og Slaget ved Fredericksburg. Da Greggs efterfølger, Samuel McGowan, blev såret i Slaget ved Chancellorsville overtog Perrin ledelsen af brigaden og førte den i det følgende slag ved Gettysburg i divisionen under generalmajor William Dorsey Pender i Hills nye 3. Korps.
Ved Gettysburg, den 1. juli 1863, var Perrins brigade involveret i det konfødererede angreb der erobrede Seminary Ridge. Den 10. september 1863, blev Perrin forfremmet til brigadegeneral. Da McGowan vendte tilbage blev Perrin overført til at lede Alabama brigaden, som tidligere havde været underlagt Cadmus Wilcox i generalmajor Richard H. Andersons division. (Wilcox var blevet udpeget til at lede Penders division, efter at denne var død af de sår han havde fået ved Gettysburg.)
Perrin var bemærkelsesværdig tapper i Slaget ved the Wilderness i maj 1864. I det følgende slag, Slaget ved Spotsylvania Court House, erklærede Perrin "Jeg kommer ud af denne kamp som en levende generalmajor eller en død brigadegeneral". Da "Mule Shoe" (eller "Bloody Angle") blev løbet over ende og det meste af Edward Johnsons division blev taget til fange den 12. maj blev enheder fra 3. Korps kaldt til hjælp, herunder Perrins brigade. Han førte sine mænd i et behjertet modangreb gennem meget kraftig beskydning med sværdet i hånd, og han faldt fra sin hest ramt af 7 kugler. Han døde straks.
Perrin ligger begravet på den konfødererede kirkegård i Fredericksburg, Virginia.